# Ipotești (Olt)
Ipotești es una comuna ubicada en el distrito de Olt, Rumania.

## Superficie
Posee una superficie de 16,37 kilómetros cuadrados.

## Demografía
Hasta 2021 la población era de 1394 habitantes, con una densidad de población de 85,16 habitantes por kilómetro cuadrado.